# Mechthild Papoušek
Mechthild Papoušek (* 1. Oktober 1940 in Jena) ist eine deutsche Fachärztin für Psychiatrie und Neurologie, Entwicklungspsychologin und Eltern-Säuglings-Therapeutin. Sie leitet das Institut für Soziale Pädiatrie und Jugendmedizin an der Ludwig-Maximilians-Universität München und die Forschungs- und Beratungsstelle Frühentwicklung und Kommunikation.

## Leben und Werk
Mechthild Papoušek wuchs in Bethel (Bezirk Gadderbaum) auf. Ihr Vater Walter Schulte arbeitete in den Von Bodelschwinghsche Stiftungen Bethel als Psychiater, und aus ihrer Kindheit war ihr der Umgang mit psychisch chronisch kranken Menschen in ihrer Nachbarschaft vertraut.
Nach ihrer Facharztausbildung als Psychiaterin war sie zunächst zehn Jahre lang ärztlich-therapeutisch in der Psychiatrie tätig. Später spezialisierte sie sich auf Säuglings- und Kleinkindforschung. Mit ihrem Ehemann, dem Kinderarzt Hanuš Papoušek, erforschte sie die frühe Eltern-Kind-Beziehung, insbesondere die Kommunikation in der ersten Lebensphase, die frühkindlichen Regulationsstörungen und das exzessive Schreien im Säuglingsalter. Ihre Arbeit befasste sich unter anderem mit intuitiver Elternschaft und mit den Erfordernissen einer Elternbildung, welche intuitive elterliche Kompetenzen stärkt.
Von Theodor Hellbrügge wurde sie an das Kinderzentrum München berufen. Dort gründete sie 1991 die erste Schreiambulanz in der Bundesrepublik am Kinderzentrum München, die Münchner Sprechstunde für Schreibabys.
Ihr wurde 2010 der Bayerische Verdienstorden verliehen.

## Publikationen (Auswahl)
- Vom ersten Schrei zum ersten Wort. Anfänge der Sprachentwicklung in der vorsprachlichen Kommunikation. Huber, Bern 1994, ISBN 3-456-82496-3.
- hrsg. mit Alexander von Gontard: Spiel und Kreativität in der frühen Kindheit (= Leben lernen. Bd. 159). Pfeiffer bei Klett-Cotta, Stuttgart 2003, ISBN 3-608-89717-8.
- hrsg. mit Michael Schieche, Harald Wurmser: Regulationsstörungen der frühen Kindheit. Frühe Risiken und Hilfen im Entwicklungskontext der Eltern-Kind-Beziehungen. Huber, Bern 2004, ISBN 3-456-84036-5.